# Революционная коммунистическая партия Кот-д’Ивуара

Логотип Революционной коммунистической партии Кот-д’Ивуара

Революционная коммунистическая партия Кот-д’Ивуара (РКПКИ) (фр. Parti Communiste Révolutionnaire de Côte d'Ivoire) — коммунистическая партия в Республике Кот-д’Ивуар
Придерживающаяся антиревизионистской (ходжаистской) линии. Участвует в Международной конференции марксистско-ленинских партий и организаций, объединяющей группы последователей курса Албанской партии труда из ряда стран мира. РКПКИ издает газету «Пролетарская революция» (фр. Révolution Prolétarienne) и имеет молодёжное крыло — организацию Коммунистическая молодёжь Кот-д’Ивуара (фр. Jeunesse Communiste de Cote d'Ivoire). Генеральный секретарь РКПКИ с 1990 года — Аши Экисси (Achy Ekissi).